# Metis-M1

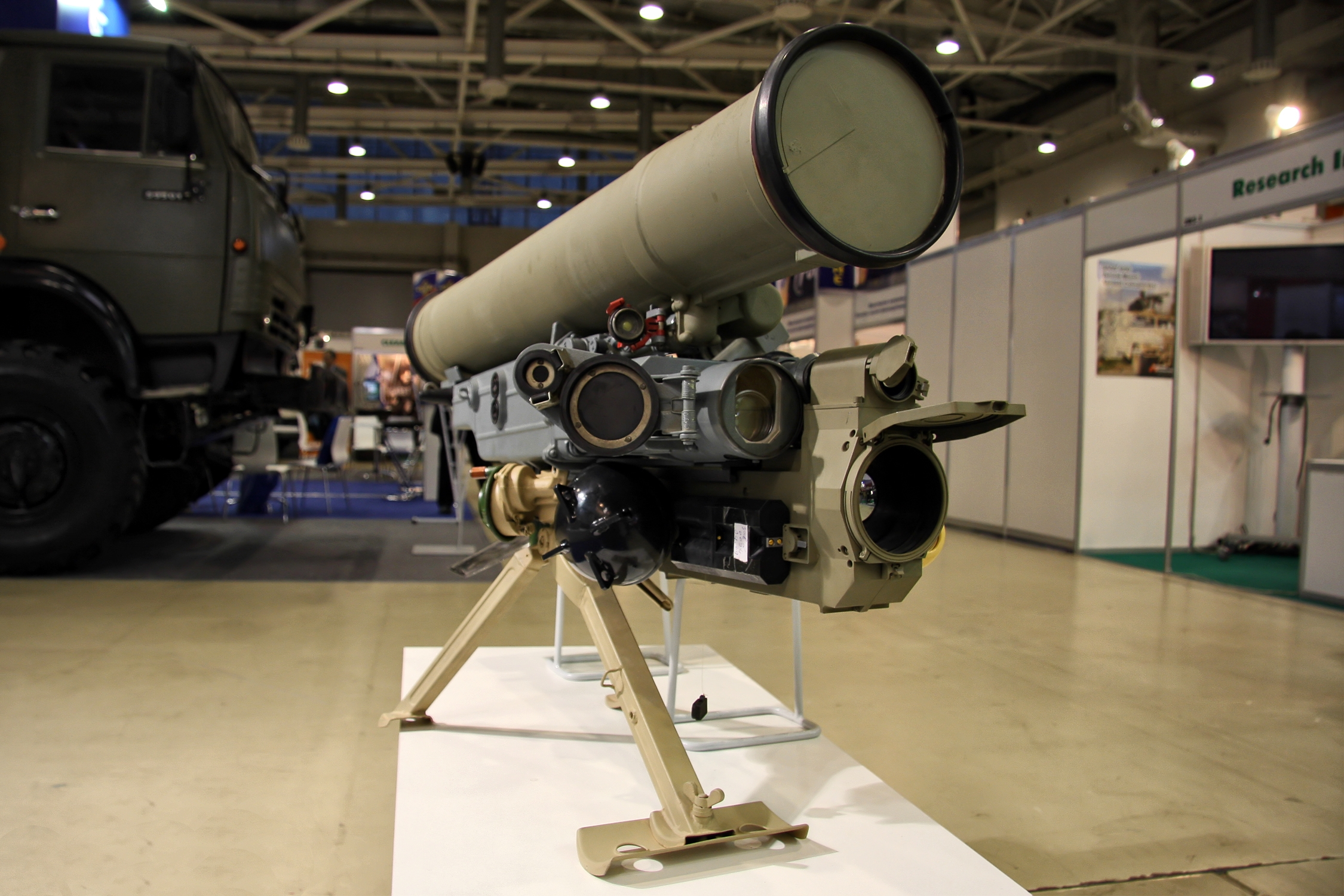
Metis-M1

Vào tháng 11 năm 2015, Nga tiết lộ, họ đã nâng cấp hệ thống tên lửa điều khiển chống tăng (ATGM) Metis-M . Phiên bản mới này có tầm bắn xa hơn (hai km), tăng mức độ xuyên thủng 900-950mm (35-37 inch), và nhẹ hơn (nặng khoảng 25 kg). Nó được thiết kế để phá hủy các xe tăng chiến đấu chủ lực trang bị hệ thống phòng thủ chủ động (APS: Active Protection Systems) và  giáp phản ứng nổ (explosive reactive armour ERA), xe bọc thép nhẹ, công sự kiên cố và các mục tiêu khác trong tất cả các loại thời tiết, ban ngày hoặc ban đêm. Tên lửa này cũng được trang bị tổ hợp kính ngắm ảnh nhiệt hiện đại và truyền tín hiệu điều khiển tới quả đạn qua dây dẫn. Tên lửa Metis-M1 có uy lực lớn, nhưng dễ bị đánh chặn bởi các hệ thống APS do tốc độ hành trình thấp, khoảng 300 m/s và 200 m/s. Cơ chế dẫn đường SACLOS cũng đòi hỏi xạ thủ liên tục điều khiển đường bay của quả đạn, khiến họ dễ bị đối phương phát hiện và đánh trả.
Hệ thống này được đưa vào sử dụng ngày 2 tháng 3 năm 2016.

## Nước sử dụng
- Russian Federation